# Équipe du FLN de football

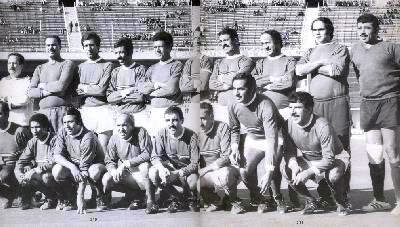
L'Équipe du FLN de football nel 1974

L'Équipe du FLN de football (in arabo: فريق جبهة التحرير الوطني لكرة القدم), soprannominata anche le onze de l'indépendance (gli undici dell'indipendenza), è stata una squadra di calcio, fondata il 13 aprile 1958, composta principalmente da giocatori professionisti cresciuti nella Francia metropolitana prima di unirsi al movimento indipendentista algerino (Front de Libération Nationale). La squadra aiutò il FLN organizzando partite di calcio, il supporto fornito era  principalmente psicologico: i giocatori mostravano alla Francia la loro disponibilità ad appoggiare la causa algerina.
La Francia ottenne senza problemi il mancato riconoscimento della squadra da parte della FIFA, ma malgrado ciò gli Undici dell'indipendenza riuscirono ad organizzare una tournée mondiale di circa 80 partite.
La squadra è esistita dal 1958 al 1962, lasciando il posto l'anno seguente alla nazionale di calcio dell'Algeria.
La storia dell'Équipe du FLN de football è raccontata anche nel fumetto Una maglia per l'Algeria di Kris, Bertrand Galic e Javi Rey, pubblicato in Francia da Dupuis e in Italia da ReNoir Comics.